# Åke Brovik

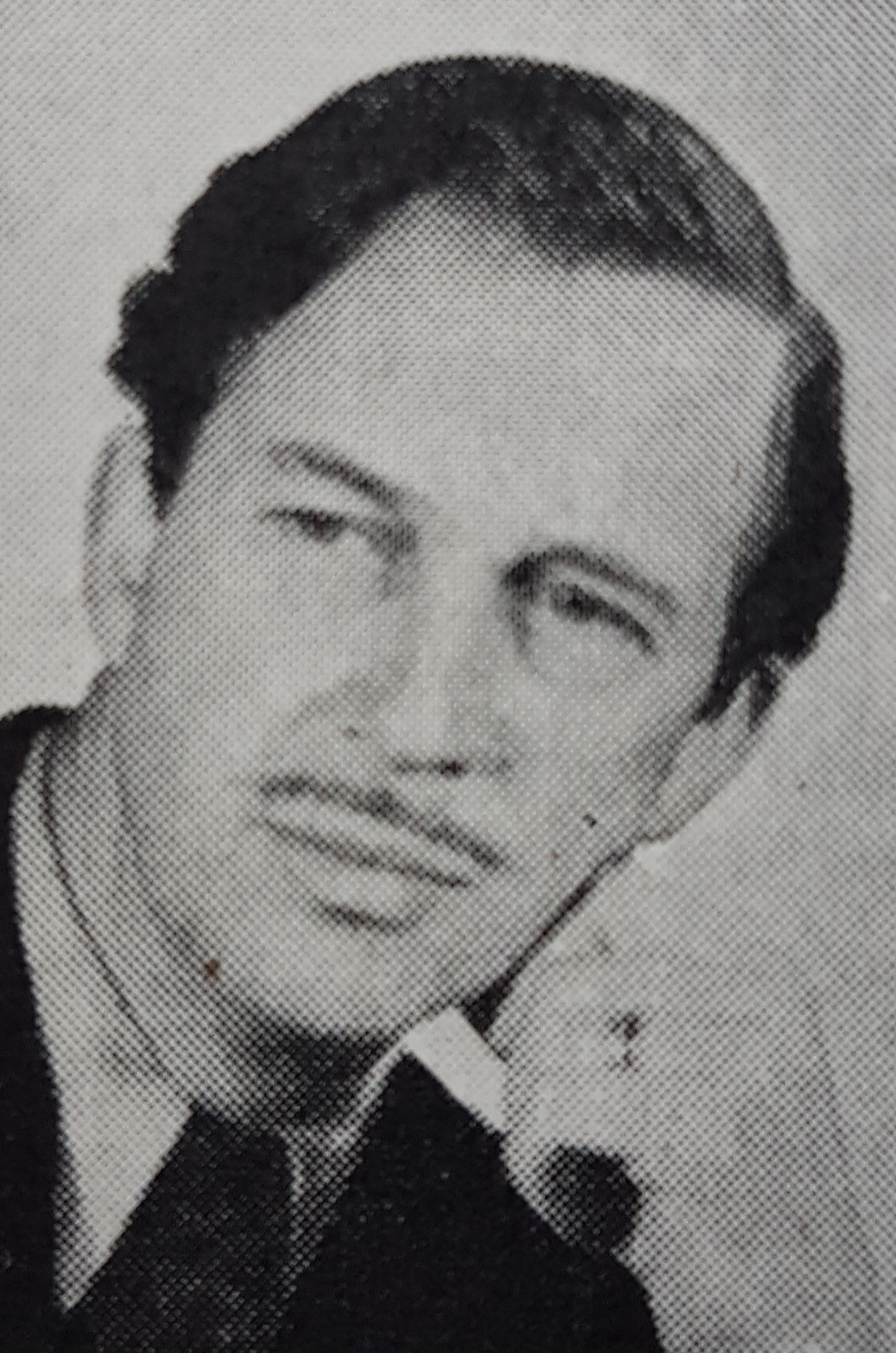
Åke Brovik

Åke Bertil Brovik, född 24 januari 1911 i Annedals församling i Göteborg, död 29 december 1987 i Johannebergs församling, var en svensk konsthantverkare och konstnär.
Han var son till kriminalkommissarien V.E Nilsson och Hulda Svenungsson och från 1939 gift med Birgit Wirde. Efter avlagd studentexamen 1930 studerade Brovik vid Högre konstindustriella skolan i Stockholm och Slöjdföreningens skola i Göteborg 1931–1935 samt i Paris 1948 och under studieresor till England, Tyskland, Schweiz och de nordiska grannländerna. Tillsammans med Carl-Einar Borgström och Folke Persson ställde han ut bildkonst på Eskilstuna konstmuseum 1944 och medverkade sedan 1933 i flera samlingsutställningar i Göteborg. Han har ställt ut sitt konsthantverk på Nationalmuseum, Röhsska museet och Liljevalchs konsthall. Bland hans offentliga arbeten märks en större väggmålning på Schwedenhaus i Zürich. Hans bildkonst består av porträtt och återgivning av den gamla Göteborgsbebyggelsen, hamnbilder, exlibris samt illustrationer av böcker och teckningar för Göteborgs Morgonpost 1935–1938. Hans konsthantverk består av mönster för handtryck på tyg och statyetter i trä med afrikanska motiv. Under 1940-talet designade han handtryckta gardintyger för sin svåger Nils Nessim. För Durgés trafikskola i Göteborg skapade han en målning med trafikmiljöer i kubistisk form. Vid sidan av sitt eget skapande var han verksam som teckningslärare i Göteborg och lärare vid Slöjdföreningens skola. Brovik är representerad vid Kulturhistoriska museet i Göteborg och vid Nationalmuseum i Stockholm.